# Debra Fischer
Debra Ann Fischer (1 de març de 1951, Lincoln, Nebraska, EUA) és una astrònoma estatunidenca professora de la Universitat Yale, que està especialitzada en la detecció i caracterització d'exoplanetes, dels quals n'ha descobert 30.

## Vida
Fischer es graduà el 1975 a la Universitat d'Iowa. Entre 1986 i 1992 treballà com a professora del Departament de Física i Astronomia de la Universitat de San Francisco. Completà un màster en física el 1992 a la Universitat de San Francisco i es doctorà en astrofísica el 1998 a la Universitat de Califòrnia a Santa Cruz. Entre 1998 i 2003 fou investigadora a la Universitat de Califòrnia a Berkeley, del 2003 al 2009 fou professora del Departament de Física i Astronomia a la Universitat de San Francisco, i des del 2009 professora del Departament d'Astronomia de la Universitat Yale.

## Obra

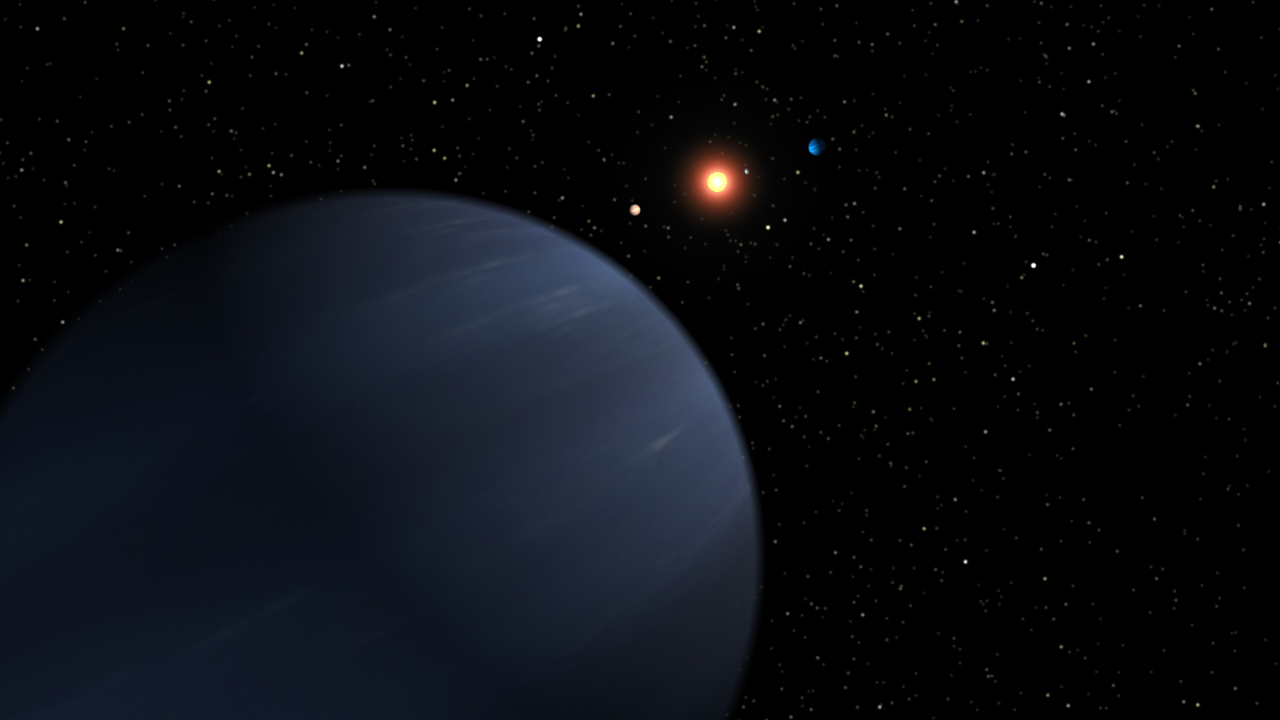
Interpretació artística de l'exoplaneta 55 Cnc b

Una vegada doctorada publicà el seu primer descobriment d'exoplanetes a partir de mesures de la velocitat radial de les estrelles mitjançant efecte Doppler, HD 217107 b i HD 195019 b. El 2001 publicà el descobriment de tres nous planetes extrasolars: HD 92788 b, HD 38529 b i HD 12661 b. El 2002 li seguiren quatre més, el segon exoplaneta de l'estrella 47 Ursae Maioris, 47 UMa c, i HD 106252 b, HD 136118 b i HD 50554 b. El 2003 descobrí l'exoplaneta HD 40979 b, els HD 12661 c i HD 38529 c a estrelles que ja en tenien un de descobert, i HD 3651 b. El 2005 descobrí l'exoplaneta HD 88133 b, el 2006 els HD 109749 b i HD 149143 b, el 2007 els cinc HD 17156 b, HD 170469 b, HD 231701 b, HD 125612 b i HD 11506 b. El 2008 publicà el descobriment del 5è planeta del sistema planetari de l'estrella 55 Cancri, el 55 Cnc f. El 2009 publicà el descobriment de cinc nous exoplanetes: HD 30562 b, HD 87883 b, HD 148427 b, HD 89307 b i HD 86264 b. I el 2012 el sistema planetari de l'estrella HIP 57274, constituïda pels exoplanetes HIP 57274 b, HIP 57274 c i HIP 57274 d.